# Amplicephalus papillosus
Amplicephalus papillosus är en insektsart som beskrevs av Rauno E. Linnavuori 1959. Amplicephalus papillosus ingår i släktet Amplicephalus och familjen dvärgstritar. Inga underarter finns listade i Catalogue of Life.